# بيلوشيا غوبا
بيلوشيا غوبا (بالروسية: Белушья Губа) هي مدينة في مقاطعة أوبلاست أرخانغلسك في روسيا.
يبلغ عدد سكانها حوالي 2633 نسمة.